# Santiago Llensa i de Gelcen
Santiago Llensa i de Gelcen (Hostalric, Selva, 9 de novembre de 1911 - Barcelona, 12 de juny de 1974) fou un enginyer agrícola i botànic català.
Fill d'una família de propietaris rurals d'Hostalric, metges de la vila durant diverses generacions, ingressà a l'Escola Superior d'Agricultura de Barcelona l'any 1928. La influència del seu antic mestre, el germà Sennèn, convertiren el jove estudiant d'Agronomia en un botànic. L'any 1933 Llensa obtenia el títol d'Enginyer Agrícola a l'Escola Superior d'Agricultura de Barcelona, i començava i comença a dedicar-se professionalment a l'especialitat forestal. Des de 1934 fou un col·laborador habitual de la revista de l'Escola. Durant la Guerra Civil Espanyola s'hagué de refugiar a les terres de Conflent, d'on procedia part de la seva família materna. En aquests anys establí una major relació amb la Société Botanique de France, de la qual era membre des de 1934. En tornar a Barcelona l'any 1939, el nou règim no li reconeixia el títol d'enginyer agrícola que havia obtingut en temps de la Generalitat Republicana, i es veu obligat a treballar a la indùstria igualadina, allunyat de la vocació forestal. Però això no fa que no abandoni la seva activitat botànica i forestal.
Després de 1945 la seva activitat botànica es dirigeix a les excursions que fa regularment, al costat d'amics, en itineraris pels Pirineus i per les Muntanyes Catalanidiques, que li permeten donar a conèixer les impressions botàniques i forestals que recull. Passats els anys de la postguerra, es converteix en una de les persones que reprengueren més aviat l'ús de l'idioma català en les publicacions científiques, i s'implicà en totes les activitats col·lectives que emprengueren els botànics catalans. En els darrers temps de la seva vida s'ocupà en els estudis micològics. I també destacà com a historiador local. Durant la seva trajectòria, publicà diverses obres relacionades amb la botànica i la seva comarca natal, relatant alguns esdeveniment d'història local, com per exemple, la catàstrofe ferroviària ocorreguda l'octubre de 1863, en el trajecto del ferrocarril entr Barcelona i Girona, en la qual perderen la vida vint-i-un passatjers i resultaren greument ferits altres tants. A banda, també deixà, inacabada, una gran obra sobre els bolets de Catalunya, i inicià també una història d'Hostalric i un estudi de toponímia a la vall de Cardós.
A més de la Société Botanique de France, Llensa fou membre de la Institució Catalana d'Història Natural des de 1945, i fou també un dels fundadors de la Societat Catalana de Micologia que es constituí l'any 1973, poc abans de la seva mort. Quan morí, era president de la societat barcelonina d'«Amics dels Jardins» i Cap de la Secció de Botànica del Centre d'Estudis Comarcals d'Igualada.

## Publicacions[1]
- Inventario razonado de la flora de Hostalrich y su comarca (1945)
- Historia de las medidas agrarias de la antigüedad y estudio particular de aquellas cuyo uso es tradicional en Cataluña (1952)
- Consideracions sobre la flora i la vegetació dels encontorns d'Igualada (1955)
- Bolets de les rodalies d'Igualada (1970).